# Кампорджано
Кампорджано (на италиански: Camporgiano) е община в Италия, в региона Тоскана, провинция Лука. Общината се намира в планинния район, наречен Гарфаняна, на северната част на провинцията. Населението е около 2500 души (2001).